# Sivianus
Sivianus is een geslacht van hooiwagens uit de familie Zalmoxioidae.
De wetenschappelijke naam Sivianus is voor het eerst geldig gepubliceerd door Roewer in 1949. 

## Soorten
Sivianus is monotypisch en omvat slechts de volgende soort:
- Sivianus titschacki